# Gąsawa (gromada)
Gąsawa – dawna gromada, czyli najmniejsza jednostka podziału terytorialnego Polskiej Rzeczypospolitej Ludowej w latach 1954–1972.
Gromady, z gromadzkimi radami narodowymi (GRN) jako organami władzy najniższego stopnia na wsi, funkcjonowały od reformy reorganizującej administrację wiejską przeprowadzonej jesienią 1954 do momentu ich zniesienia z dniem 1 stycznia 1973, tym samym wypierając organizację gminną w latach 1954–1972.
Gromadę Gąsawa z siedzibą GRN w Gąsawie utworzono – jako jedną z 8759 gromad na obszarze Polski – w powiecie żnińskim w woj. bydgoskim, na mocy uchwały nr 24/19 WRN w Bydgoszczy z dnia 5 października 1954. W skład jednostki weszły obszary dotychczasowych gromad Biskupin, Godawy, Gąsawa, Łysinin i Marcinkowo Górne ze zniesionej gminy Gąsawa w tymże powiecie. Dla gromady ustalono 23 członków gromadzkiej rady narodowej.
31 grudnia 1959 do gromady Gąsawa włączono obszar zniesionej gromady Szelejewo oraz wieś Marcinkowo Dolne ze zniesionej gromady Grochowiska Księże w tymże powiecie.
1 stycznia 1972 do gromady Gąsawa włączono sołectwa Chomiąża Szlachecka, Laski Wielkie, Nowawieś, Obudno, Pniewy i Rozalinowo ze zniesionej gromady Laski Wielkie w tymże powiecie.
Gromada przetrwała do końca 1972 roku, czyli do kolejnej reformy gminnej. 1 stycznia 1973 w powiecie żnińskim reaktywowano gminę Gąsawa.